# Samen op 't eiland Zeekraai
Samen op 't eiland Zeekraai is een boek door Astrid Lindgren dat voor het eerst in het Nederlands uitkwam in 1965. De oorspronkelijke titel in het Zweeds was Vi på Saltkråkan. 

## Verhaal
Het verhaal gaat over het gezin Melkerson, dat een huis huurt op het eiland Zeekraai. Het gezin bestaat uit vader Melker Melkerson, dochter Malin en zoons Nico, Johan en Pelle. Vader heeft twee linkerhanden en probeert toch het bouwvallige huis wat op te knappen. Malin ontmoet Petter en wordt, tot schrik van haar broers, verliefd. Nico en Johan worden bevriend met Teddy en Freddy en gaan eropuit met de boot. Pelle maakt ook vrienden, maar dan met Mops, Stina en de hond van Mops, Bootsman. En dan dreigt het huis verkocht te worden...

## Film
In hetzelfde jaar als het boek kwam ook een film uit, Tjorven, Båtsman och Moses, waarvoor Astrid Lindgren zelf het scenario schreef.